# Mesoplaneta

Comparación de algunos mesoplanetas.

Mesoplaneta es un término acuñado por Isaac Asimov para referirse a los cuerpos planetarios de tamaños inferiores a Mercurio pero superiores a Ceres. Entendiendo el tamaño como la dimensión lineal (o el volumen), los mesoplanetas tendrían entre 950 y 4879 km de diámetro, o más específicamente, entre 952,5 y 4879,3 km.
La clasificación incluiría a los siguientes objetos del sistema solar:
- Eris
- Plutón
- Makemake
- Haumea
- Sedna
- Orcus
- Quaoar
- Caronte

Dependiendo de las estimaciones sobre el tamaño de algunos objetos que todavía están por especificar también podría incluir a:
- 2002 TC302
- Varuna

## Historia
El término fue acuñado en el ensayo de Asimov "What's in a Name?", que apareció por primera vez en Los Angeles Times a fines de la década de 1980 y fue reimpreso en su libro Frontiers de 1990; el término fue revisado más tarde en su ensayo, "The Incredible Shrinking Planet", que apareció primero en The Magazine of Fantasy & Science Fiction y luego en la antología The Relativity of Wrong (1988). Asimov señaló que el Sistema Solar tiene muchos cuerpos planetarios (aparte del Sol y los satélites naturales) y afirmó que las líneas que dividen a los "planetas mayores" de los planetas menores eran necesariamente arbitrarias. Luego señaló que había una gran brecha de tamaño entre Mercurio, el cuerpo planetario más pequeño que se consideraba indudablemente un planeta mayor, y Ceres, el cuerpo planetario más grande que se consideraba indudablemente un planeta menor. Solo un cuerpo planetario conocido en ese momento, Plutón, cayó en la brecha. En lugar de decidir arbitrariamente si Plutón pertenecía a los planetas mayores o menores, Asimov sugirió que cualquier cuerpo planetario que cayera dentro de la brecha de tamaño entre Mercurio y Ceres se llamara mesoplaneta, ya que mesos (μέσος) significa "medio" en griego.